# Internationale luchthaven van San Francisco
De internationale luchthaven van San Francisco (Engels: San Francisco International Airport, IATA: SFO, ICAO: KSFO) is een luchthaven 21 km ten zuiden van de Amerikaans stad San Francisco.
SFO is de grootste luchthaven in de San Francisco Bay Area en het op een na grootste in Californië. Alleen Los Angeles International Airport is groter. Het is het op 12 na grootste vliegveld van de Verenigde Staten en het op 22 na grootste van de wereld.
De twee grootste maatschappijen United Airlines en American Airlines nemen respectievelijk 48,9% en 10,2% van het passagiersverkeer voor hun rekening.
De luchthaven ligt vlak boven zeeniveau en steekt uit in de San Francisco-baai.

## Geschiedenis

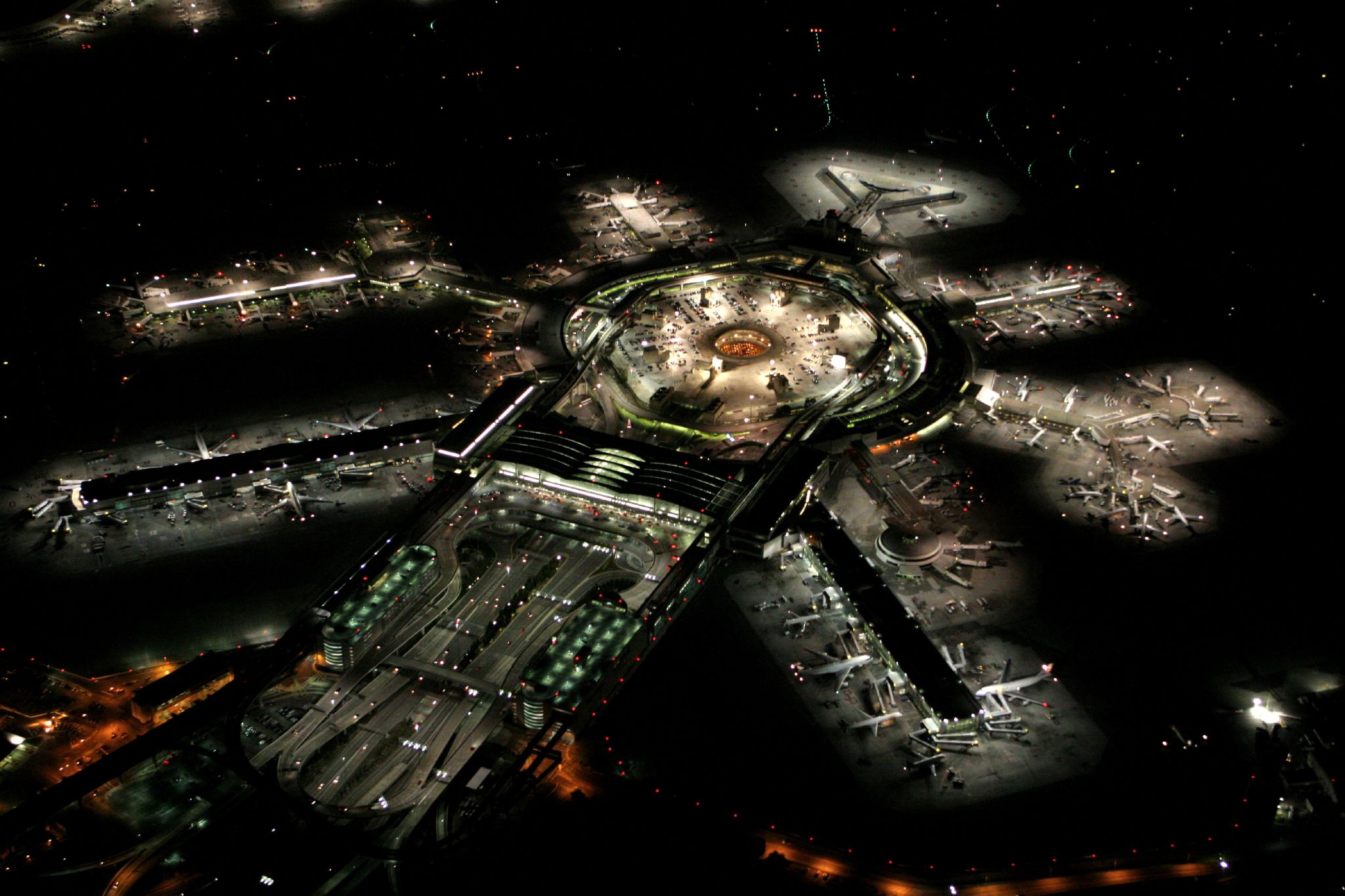
San Francisco International Airport 's nachts

De luchthaven werd officieel geopend op 7 mei 1927. Het land was gehuurd van de lokale landhouder Ogden L. Mills. Daarom werd de luchthaven Mills Field Municipal Airport genoemd. Vier jaar later, in 1931 werd de naam veranderd in Mills Field. Daarna werd de naam veranderd in San Francisco Municipal Airport. In 1955 werd 'Municipal' vervangen door 'International'. Pas na 1955 werd er met straalvliegtuigen op de luchthaven gevlogen. Er werd vooral veel met de nieuwe Douglas DC-8 op de luchthaven gevlogen. In de jaren 90 werd de luchthaven de op 6 na drukste luchthaven ter wereld, maar na een paar jaar viel de luchthaven terug naar ongeveer de 20e plaats. In december 2000 werd er voor $1 miljard een nieuwe terminal geopend.
Op 4 oktober 2007 maakte een Airbus A380 zijn eerste vlucht naar het vliegveld.